# Bordesia mitrata
Bordesia mitrata är en insektsart som beskrevs av Bergevin 1929. Bordesia mitrata ingår i släktet Bordesia och familjen dvärgstritar. Inga underarter finns listade i Catalogue of Life.